# 查和特乡
查和特乡，是中华人民共和国新疆维吾尔自治区塔城地区和布克赛尔蒙古自治县下辖的一个乡镇级行政单位。
2012年4月10日，新疆维吾尔自治区人民政府批复同意设立查和特乡，下设4个社区，乡政府驻原查和特开发区管委会驻地。

## 行政区划
查和特乡下辖以下地区：
蒙根敖包社区、赛尔社区、哈同社区和查干屯格社区。